# Noctilien

Noctilien je název sítě nočních autobusových linek v regionu Île-de-France. Spoje, které provozuje RATP spolu s SNCF, většinou vyjíždějí z Paříže. Nahrazují provoz metra a běžných autobusových linek v období zhruba 0:30-5:30. V informačním systému pařížského MHD je přestup na tyto linky značen světle modrým písmenem N v kroužku s červenou hvězdičkou.

## Historie
Noctilien nahradil v noci z 20. na 21. září 2005 předchozí systém zvaný Noctambus provozovaný RATP a síť nočních autobusů SNCF (Bus de Nuit).
Namísto centrální stanice na náměstí Châtelet (Place du Châtelet), odkud vyjížděly všechny linky, Noctilien nyní umožňuje spojení z předměstí na předměstí a dále linky z Paříže na předměstí vyjíždějící ze čtyř hlavních železničních nádraží (Gare de l'Est, Gare de Lyon, Gare Montparnasse a Gare Saint-Lazare) a Place du Châtelet. Navíc tato nádraží jsou propojena okružními linkami.
Síť byla v noci z 9. na 10. prosince 2006 posílena o sedm nových linek a prodloužení jedné. Naposledy byly některé linky změněny 29. června 2009. Jedna linka byla prodloužena, dvě linky zrušeny a sedm nových bylo vytvořeno.

## Současnost
Noctilien dnes čítá celkem 48 autobusových linek několika typů:
- 2 linky okružní (N01 a N02), které spojují všechna hlavní železniční nádraží
- 38 linek směřujících z Paříže na předměstí (N2, N3X, N4X, N5X, N6X, N12X, N13X – kromě N135 –, N14X, N15X)
- 6 linek průjedních (N11 až N16) z jednoho předměstí do jiného přes Paříž (většinou spojují konečné stanice linek metra)
- 2 linky pouze na předměstích (N71 a N135)

## Systém značení linek
Každá linka je odlišena dvou či tříciferným číslem a podkladovou barvou. Linky s dvoumístným číslem provozuje RATP, linky s trojciferným označením jsou v režii SNCF. Před každým číslem je písmeno N jako Noctilien. Každá číslice označuje druh spoje, jeho výchozí stanici a směr jízdy:
- 0 Okružní linky
- 1 Linky, které projíždějí Paříží
- 2 Linky, které začínají ve stanici Châtelet
- 3 Linky, které začínají na Lyonském nádraží
- 4 Linky, které začínají na Východním nádraží
- 5 Linky, které začínají na nádraží Saint-Lazare
- 6 Linky, které začínají na nádraží Montparnasse

Příklad
- Spoj N34 vyjíždí z Gare de Lyon (3) a míří do města Torcy (4)
- Spoj N132 provozuje SNCF (1), vyjíždí z Gare de Lyon (3) a míří do města Melun (2)

## Seznam spojů
| - N01 okružní linka (odjezd z Gare de l'Est) - N02 okružní linka (odjezd z Gare de Montparnasse) - N11 Pont de Neuilly ↔ Château de Vincennes - N12 Pont de Sèvres ↔ Romainville - Carnot - N13 Mairie d'Issy ↔ Bobigny - Pablo Picasso - N14 Mairie de Saint-Ouen ↔ Gare de Bourg-la-Reine - N15 Gabriel Péri ↔ Villejuif - Louis Aragon - N16 Pont de Levallois - Bécon ↔ Mairie de Montreuil - N21 Châtelet ↔ Chilly-Mazarin Libération - N22 Châtelet ↔ Marché international de Rungis - N23 Châtelet ↔ Gare de Chelles - Gournay - N24 Châtelet ↔ Bezons - Grand Cerf - N31 Gare de Lyon ↔ Gare de Juvisy-sur-Orge - N32 Gare de Lyon ↔ Gare de Boissy-Saint-Léger - N33 Gare de Lyon ↔ Gare de Villiers-sur-Marne - Le Plessis-Trévise - N34 Gare de Lyon ↔ Gare de Torcy - N35 Gare de Lyon ↔ Gare de Nogent - Le Perreux - N41 Gare de l'Est ↔ Gare de Villeparisis – Mitry-le-Neuf - N42 Gare de l'Est ↔ Aulnay-sous-Bois - Garonor - N43 Gare de l'Est ↔ Gare de Sarcelles - Saint-Brice - N44 Gare de l'Est ↔ Gare de Pierrefitte - Stains - N45 Gare de l'Est ↔ Hôpital de Montfermeil - N51 Gare de l'Est ↔ Gare d'Enghien-les-Bains - N52 Gare de l'Est ↔ Gare d'Argenteuil - N53 Gare de l'Est ↔ Gare de Nanterre - Université | - N61 Gare de Montparnasse ↔ Hôtel de Ville de Vélizy-Villacoublay - N62 Gare de Montparnasse ↔ Gare de Robinson - N63 Gare de Montparnasse ↔ Gare de Massy - Palaiseau - N 66 Gare de Montparnasse ↔ Vélizy-Villacoublay - Robert Wagner - N71 Marché international de Rungis ↔ Gare de Saint-Maur - Créteil - N122 Châtelet ↔ Gare de Saint-Rémy-lès-Chevreuse - N130 Gare de Lyon ↔ Gare de Marne-la-Vallée - Chessy - N131 Gare de Lyon ↔ Gare de Bretigny - N132 Gare de Lyon ↔ Gare de Melun - N133 Gare de Lyon ↔ Gare de Juvisy-sur-Orge - N134 Gare de Lyon ↔ Gare de Combs-la-Ville - Quincy - N135 Gare de Villeneuve-Saint-Georges ↔ Gare de Corbeil-Essonnes - N140 Gare de l'Est ↔ Aéroport Roissy, přes Gare d'Aulnay-sous-Bois - N141 Gare de l'Est ↔ Gare de Meaux - N142 Gare de l'Est ↔ Gare de Tournan - N143 Gare de l'Est ↔ Aéroport Roissy, přes Saint-Denis - Porte de Paris - N144 Gare de l'Est ↔ Gare de Corbeil-Essonnes - N145 Gare de l'Est ↔ Gare de La Verrière - N150 Gare Saint-Lazare ↔ Gare de Cergy - Le Haut - N151 Gare Saint-Lazare ↔ Gare de Mantes-la-Jolie - N152 Gare Saint-Lazare ↔ Gare de Cergy - Le Haut via Bezons - N153 Gare Saint-Lazare ↔ Gare de Saint-Germain-en-Laye - N154 Gare Saint-Lazare ↔ Gare de Montigny - Beauchamp |